# District de Bathinda
Le District de Bathinda est un des 22 districts de l'état indien du Pendjab.
Il possède le Bathinda Airport opéré par l'armée indienne.